# Duchess
Duchess is een plaats (village) in de Canadese provincie Alberta en telt 978 inwoners (2006).